# 葡萄牙足球總會
葡萄牙足球總會（葡萄牙語：Federação Portuguesa de Futebol，簡稱FPF）是葡萄牙的足球主管團體，總部設於里斯本大区的奥埃拉什，負責組織各級聯賽（其中葡超、葡甲和葡萄牙聯賽盃由接受葡萄牙足球總會領導的自治機構葡萄牙职业足球联赛負責組織）、葡萄牙盃、葡萄牙超級盃及葡萄牙國家足球隊。葡萄牙足球總會於1923年加入國際足聯，也是歐洲足協的創始成員。

## 外部連結
- （葡萄牙文） Official site （页面存档备份，存于）
- Portugal （页面存档备份，存于） at FIFA site
- Portugal （页面存档备份，存于） at UEFA site